# Ralph James
Pour les articles homonymes, voir Ralph James (mathématicien) et James.
Ralph James est un acteur américain né le 29 novembre 1924 à Los Angeles, Californie (États-Unis), décédé le 14 mars 1992 à Beverly Hills (États-Unis).

## Filmographie
- 1962 : Les Jetson (The Jetsons) (série TV) (voix)
- 1963 : Les Indescriptibles (The Unmentionables) : Narrateur (voix)
- 1966 : The Genie with the Light Pink Fur (voix)
- 1972 : The Heist (TV)
- 1973 : Nippon chinbotsu : (US version)
- 1973 : Frasier, the Sensuous Lion : Newspaper Reporter
- 1974 : Get Christie Love! (TV) : Patron
- 1974 : Les Neuf Vies de Fritz le chat (The Nine Lives of Fritz the Cat) (voix)
- 1974 : Super Nanas (en) (Big Bad Mama) de Steve Carver : Sheriff
- 1975 : Capone de Steve Carver : Judge J.H. Wilkerson
- 1975 : Crazy Mama de Jonathan Demme : Sheriff - 1932
- 1975 : Sixpack Annie : Ace
- 1976 : The Scooby-Doo/Dynomutt Hour (série TV) (voix)
- 1976 : Les Flics aux trousses (Moving Violation) : Rockfield Deputy
- 1978 : Dynomutt, Dog Wonder (série TV) (voix)
- 1978 : Mork & Mindy (série TV) : Orson (voix)
- 1979 : Fast Charlie... the Moonbeam Rider de Steve Carver : Bill Bartman
- 1981 : Spider-Man (série TV) : Doctor Doom (voix)
- 1981 : Le Monde fou, fou, fou de Bugs Bunny (The Looney, Looney, Looney Bugs Bunny Movie) : Narrateur (voix)
- 1982 : The Mork & Mindy/Laverne & Shirley with the Fonz Show (série TV) : Orson (voix)
- 1984 : The Voyages of Dr. Dolittle (série TV) (voix)